# 東武動物公園站
東武動物公園站（日语：／ Tōbu-dōbutsu-kōen eki */?）是位於日本埼玉縣南埼玉郡宮代町，屬於東武鐵道的鐵路車站。車站編號是TS 30。本站的副站名為日本工業大學前。

## 概要
本站是宮代町的中心車站，開業當時以東側鄰接大落古利根川的北葛飾郡杉戶町命名為「杉戶站」。至1986年日光線杉戶高野台站開業為止，本站也被是杉戶町的中心車站。
此站有伊勢崎線與日光線停靠。日光線雖以此站為起點，但南栗橋方向開出的列車幾乎都直通至伊勢崎線北千住方向。伊勢崎線與日光線兩系統停靠的伊勢崎線淺草站、押上站至此站區間又稱作「東武晴空塔線」，並在路線顏色等旅客資訊上與此站往久喜方向的伊勢崎線區段做出區別。

## 歷史
- 1899年（明治32年）8月27日：杉戶站開業[2]。
- 1929年（昭和4年）4月1日：東武日光線本站至新鹿沼站開通。之後7月7日延伸至下今市站，10月1日延伸至東武日光站，全線通車。
- 1981年（昭和56年）3月16日：因東武動物公園（日语：東武動物公園）開園，站名變更為東武動物公園站，同時車站改建為跨站式站房[2]。此外，營團地下鐵（現：東京地下鐵）日比谷線直通列車直通區間從北春日部站延長至本站。（實際上，東武動物公園於2日後──3月18日才開園）
- 2003年（平成15年）3月19日：特急列車兩毛號列車全部列車皆停靠本站。營團地下鐵（現：東京地下鐵）半藏門線、東急田園都市線直通列車開始運行。
- 2004年（平成16年）3月31日：「東武鐵道杉戶工場」廢止，原屬業務統合至南栗橋車輛管理區操作。
- 2006年（平成18年）
  - 3月18日：特急「霧降」283號往南栗橋（僅平日下）開始停靠本站。
  - 9月15日：整合站內店舖，商業設施「STATION GARDEN」開幕。
- 2011年（平成23年）
  - 1月21日：導入發車音樂。
  - 4月1日：電梯與多功能廁所啟用[3]。
- 2012年（平成24年）9月30日：定期券、回數券售票處結束營業。
- 2013年（平成25年）
  - 3月16日：特急「霧降」283號改為285號（運行日不變）。東京地下鐵日比谷線直通列車直通區間從本站延長至南栗橋站。
  - 8月1日：變更發車音樂「東武動物公園主題曲」[4]。
- 2014年（平成26年）5月13日：新設西口及跨線天橋，關閉原西口及原跨線天橋[5]。
- 2015年（平成27年）
  - 2月23日：西口站前廣場啟用。
  - 3月26日：導入車站自動廣播。
- 2017年（平成29年）4月21日
  - 廢除特急「霧降」285號，「Revaty華嚴」47號往東武日光與「Revaty兩毛」43號往館林開始停靠本站。本站開始解聯業務[6]。
  - 9月19日 - 10月18日：西口站名看板配合桃色幸運草Z演唱會更名為兒童祭站（子供祭り駅）[7]。
- 2018年（平成30年）2月1日：導入副站名「日本工業大學前」[8]。

## 車站結構
島式月台2面4線的地面車站，站房採跨站式設計。月台編號從2號線開始，原來的1號線已在跨站式站房竣工時廢除，但仍保留部分線路連通上行線，供維護機器停放。上行2號線月台的杉戶高野台站側，有日光線的0公里里程標。伊勢崎線上行與日光線下行線在本站北側平面交匯。
由於都心有許多至本站折返的列車，因此伊勢崎線和戶站方向設有兩條轉向線，供本站終停的列車折返使用。
自動售票機前與上下月台皆設有全彩液晶列車資訊顯示器，剪票口設有全彩LED式列車資訊顯示器。自動售票機前與剪票的列車資訊顯示器，將路線資訊分成東武晴空塔線北千住方向、伊勢崎線久喜方向、日光線南栗橋方向三個部份。
月台柱採用以伊勢崎線系統代表色紅色（■）為中心的配色，而站名標則分為姬宮方向的東武晴空塔線橘色（■）與藍色、杉戶高野台方向的日光線系統橘色與胭脂色、和戶方向的伊勢崎線系統紅色與灰色。2006年（平成18年）改點前，5號線站名標的路線仍使用紅色，改點後改成統一的橘色線，僅和戶站以北維持使用紅色。2012年（平成24年）制定「東武晴空塔線」後，僅2號線使用日光線系統代表色橘色（■），3 - 5號線使用紅橘雙配色。下行站名標的鄰站原先分為4號線的日光線（杉戶高野台站）、5號線的伊勢崎線（和戶站），但因後述的緩行線運用，現在是同時顯示兩方向鄰站站名。

### 近年整修
2006年秋季，站內進行商店強化工程，增設天窗加強採光，既有店鋪的整修與整合，新開理髮廳、洋菓子店等，並將商店空間統一命名為「STATION GARDEN」。同時變更往西口的聯絡路徑。
2008年（平成20年）度，站內資訊看板更新為象形符號設計。月台移除吊掛式站名標與路線圖，新設站名標、路線圖、乘車時間一體化的站立式看板。同時5號線的編號顏色再從橘色改成紅色。2011年（平成23年）1月配合電梯設置，變更部分資訊看板的時刻表、乘車時間配置，同時增車特急「兩毛號列車」的乘車時間。
2010年（平成22年）9月底至2011年3月進行無障礙化工程，設置四座電梯（東口、西口、上下線月台）與多功能廁所，2011年4月1日啟用。
2011年1月21日起導入發車音樂（與春日部站東武晴空塔線月台同日導入），之後2013年（平成25年）8月1日起改為東武動物公園主題曲。其中伊勢崎線（東武晴空塔線）的3號線、5號線使用弦樂版本，日光線的2號線、4號線採用銅管樂器版本。2015年3月26日開始啟用車站自動廣播。
過去從西口來往大廳須透過天橋跨過杉戶機關區、杉戶工場舊址，之後在宮代町與UR都市機構主導進行杉戶工場再開發，2014年（平成26年）5月12日啟用新天橋臨時通道（部分仍保留於東武鐵道用地內）。2015年新西口廣場完成。

### 月台配置
| 月台 | 路線         | 目的地                                                                                       | 備註              |
| ---- | ------------ | -------------------------------------------------------------------------------------------- | ----------------- |
| 2、3 | 東武晴空塔線 | 春日部、北千住、東京晴空塔、淺草、 日比谷線 中目黑、 半藏門線 澀谷、 田園都市線 中央林間方向 |                   |
| 4    | 日光線       | 南栗橋、新栃木、東武日光、 鬼怒川線 鬼怒川溫泉方向                                           | 部分於5號月台發車 |
| 5    | 伊勢崎線     | 久喜、館林、足利市、太田、 桐生線 赤城方向                                                   | 部分於4號月台發車 |

#### 配線
| ← 淺草、 春日部 方向 | 東武動物公園站 鐵道配線略圖 | → 久喜、 館林 方向 |
|                      | ↓ 南栗橋、日光 方向         |                    |
| 图例 参考文献：      |                             |                    |

轉向線有2條，配線看似複雜，其實就是進入3號線的伊勢崎線上行與4、5號線出發的日光線下行平面交匯。
- 特急「兩毛」往淺草方向停靠3號線，往館林方向停靠5號線。由於站員要查驗乘客的特急券，因此上下車只開放六輛編組中的2號車與5號車。
  - 僅有下行的特急「Revaty兩毛」43號（與「Revaty華嚴」47號並聯）停靠5號線。與「兩毛」一樣要要查驗特急券，因此上下車只開放中間車（第二輛）。之後解聯後以「Revaty兩毛」→「Revatyy華嚴」的順序發車。
- 特急「華嚴」「鬼怒」「Revaty（華嚴、鬼怒、會津）」「下野」「霧降」臨時「湯之里」過站時，往淺草方向通過2號線，往東武日光、鬼怒川溫泉方向通過4號線。

配線改良
在跨站式站房完成後，有段時間的4號線是下行月台，5號線是臨時月台。之後由於列車增發與避免乘客誤乘，4號線改為日光線下行、本站終停月台，5號線改為伊勢崎線下行月台，由於本站終停列車僅使用4號線，因此後班列車可能需在車站前方停下等待入站。
因此，本站開始進行配線改良工程，以便讓本站終停列車也可使用5號線，另外原來只能使用3號線的上行始發列車也可使用2號線，同時因應未來與地下鐵半藏門線、東急田園都市線直通運轉，將兩條對應8輛編組的轉向線改建成可對應10輛編組。以上變更在2001年（平成13年）3月改點正式啟用。原先轉向線在車站北側平交道前，現在則在平交道後往和戶站方向（上下線之間）。
直通運轉開始的2003年（平成15年）3月起，待避改成伊勢崎線使用4號線，日光線使用5號線。5號線發出的日光線因為跨過兩條轉向線與伊勢崎線上行線因此搖晃較大。另一方面，本站上行伊勢崎線內與日光線內無法待避。

#### 車輛運行
- 特急「華嚴」「鬼怒」「下野」「霧降」臨時「湯之里」不停本站，但停靠「Revaty兩毛」43號與其並聯列車「Revaty華嚴」47號。過去運行的「霧降」285號也會停靠本站，乘車時不須特急費。
- 本站往久喜、南栗橋方向的急行、區間急行停靠所有車站。
- 有數班下行本站始發與上行本站終停的班次。全部皆會利用北春日部站旁的南栗橋車輛管區春日部支所（日语：南栗橋車両管区）進行回送。
- 日比谷線直通列車自2003年3月19日起，東武車除了早晨南栗橋發往中目黑一班以外，皆以本站起訖，但自2013年3月16日改點後，東京地下鐵相互直通運轉區間延長至南栗橋，但現在人有許多本站起訖的班次存在。
- 半藏門線、田園都市線直通列車在2013年3月16日以前沒有本站始發的班次。
- 2006年3月18日至2013年3月15日，白天久喜站起訖的區間準急列車與南栗橋站起訖急行列車進行接續。因此會在本站停靠2至9分左右。但若急行列車嚴重誤點時，區間準急列車會取消接續先行發車。2013年3月16日起，白天時段淺草站 - 竹之塚站間降格為普通列車的措施取消，改成に南栗橋起訖的日比谷線直通列車與久喜起訖的急行列車進行接續。
- 上述時段以外，上行方向準急以下列車與區間急行以上列車進行緩急接續，下行方向是久喜方向列車與南栗橋方向列車接續。
- 臨時特急「Skytree Train（日语：スカイツリートレイン）」從太田發出的班次會停本站，但日光線方向的班次不停本站。
- 由於日光線下行與伊勢崎線上行平面交匯，因此有一方發生誤點時，本站和戶、杉戶高野台方向將會發生列車交會障礙。

## 使用情況
2017年度一日平均上下車人次為32,463人。此數值不包括伊勢崎線、日光線的轉乘客。伊勢崎線內排行第16位、日光線內排行第1位。
本站是東武鐵道伊勢崎線、日光線的分岐站，也是關東地方町村部最多使用者的車站。
近年一日平均上下車人次的推移如下表｡
| 年度               | 一日平均上下車人次 | 一日平均上下車人次 | 一日平均上下車人次 |
| 年度               | 總數               | 定期               | 定期外             |
| ------------------ | ------------------ | ------------------ | ------------------ |
| 1993年（平成05年） | 40,850             | 30,574             | 10,276             |
| 1994年（平成06年） | 40,165             | 29,806             | 10,359             |
| 1995年（平成07年） | 39,460             | 29,232             | 10,228             |
| 1996年（平成08年） | 38,517             | 28,342             | 10,175             |
| 1997年（平成09年） | 37,131             | 27,236             | 9,895              |
| 1998年（平成10年） | 36,288             | 26,542             | 9,746              |
| 1999年（平成11年） | 35,552             | 25,806             | 9,746              |
| 2000年（平成12年） | 35,338             | 25,418             | 9,920              |
| 2001年（平成13年） | 34,358             | 24,748             | 9,610              |
| 2002年（平成14年） | 33,635             | 24,048             | 9,587              |
| 2003年（平成15年） | 33,550             | 23,742             | 9,808              |
| 2004年（平成16年） | 33,214             | 23,492             | 9,722              |
| 2005年（平成17年） | 32,998             | 23,230             | 9,768              |
| 2006年（平成18年） | 32,870             | 23,032             | 9,838              |
| 2007年（平成19年） | 33,110             | 22,766             | 10,344             |
| 2008年（平成20年） | 33,259             | 22,612             | 10,647             |
| 2009年（平成21年） | 32,427             | 22,044             | 10,383             |
| 2010年（平成22年） | 31,952             | 21,828             | 10,124             |
| 2011年（平成23年） | 31,859             | 21,822             | 10,037             |
| 2012年（平成24年） | 32,391             | 22,006             | 10,385             |
| 2013年（平成25年） | 33,198             | 22,522             | 10,676             |
| 2014年（平成26年） | 31,837             | 21,508             | 10,329             |
| 2015年（平成27年） | 32,160             | 21,584             | 10,576             |
| 2016年（平成28年） | 32,307             | 21,762             | 10,545             |
| 2017年（平成29年） | 32,463             |                    |                    |

## 車站周邊

### 東口
過去是舊日光街道宿場杉戶宿，是北葛飾郡杉戶町的中心地。鄰近國道4號。
- 大落古利根川（日语：大落古利根川）（對岸是杉戶町）
- 宮代町立東小學校
- 杉戶町役場
- 埼玉縣立杉戶高等學校（日语：埼玉県立杉戸高等学校）
- 三井住友信託銀行杉戶支店
- 埼玉里索那銀行杉戶支店
- 埼玉縣信用金庫（日语：埼玉縣信用金庫）杉戶支店
- 杉戶郵便局（日语：杉戸郵便局）
- 杉戶清地郵便局

### 西口
是宮代町的市中心。站名由來的「綜合性遊樂園東武動物公園」便在市區外。
- 宮代郵便局
- 埼玉里索那銀行宮代支店
- 川口信用金庫（日语：川口信用金庫）宮代支店
- 埼玉縣信用金庫（日语：埼玉縣信用金庫）宮代支店
- 宮代町役場
- 宮代町立圖書館（日语：宮代町立図書館）
- 宮代町立笠原小學校（日语：宮代町立笠原小学校）
- 宮代町立百間中學校
- 綜合性遊樂園東武動物公園（日语：東武動物公園）
- 日本工業大學
- 德本製藥（工場兼研究所）
- 妙本寺（日语：妙本寺_(埼玉県宮代町)）
- PIACITY宮代

## 路線巴士

### 東口
| 乘車處         | 系統 | 主要行經地                     | 目的地       | 運行公司   | 備註 |
| -------------- | ---- | ------------------------------ | ------------ | ---------- | ---- |
| 東武動物公園站 |      | 吉田橋、關宿台町、境町役場入口 | 境車庫       | 朝日自動車 |      |
| 東武動物公園站 |      | 船戶橋、大凧公園前             | 關宿中央總站 | 朝日自動車 |      |

### 西口
| 乘車處             | 系統           | 主要行經地                                       | 目的地                   | 運行公司           | 備註                 |
| ------------------ | -------------- | ------------------------------------------------ | ------------------------ | ------------------ | -------------------- |
| 東武動物公園站     |                |                                                  | 東武動物公園             | 茨城急行自動車     |                      |
| 東武動物公園站西口 | 紅路線（左回） | 日本工業大學前、和戶站、西條原                   | 公設宮代福祉醫療中心六花 | 宮代町町內循環巴士 | 周一、三、五、日運行 |
| 東武動物公園站西口 | 紅路線（右回） | 公設宮代福祉醫療中心六花、川端公民館、姬宮站西口 | 公設宮代福祉醫療中心六花 | 宮代町町內循環巴士 | 周一、三、五、日運行 |
| 東武動物公園站西口 | 藍路線（左回） | 日本工業大學前、和戶站、須賀上、姬宮站西口       | 公設宮代福祉醫療中心六花 | 宮代町町內循環巴士 | 周二、四、六運行     |
| 東武動物公園站西口 | 藍路線（右回） |                                                  | 公設宮代福祉醫療中心六花 | 宮代町町內循環巴士 | 周二、四、六運行     |

- 上野站、北千住站、新越谷站發出的深夜急行巴士往東鷲宮站西口可在本站下車[13]

## 相鄰車站
東武鐵道
 伊勢崎線（姬宮方向為 東武晴空塔線）
- ■特急「兩毛」、■特急「Revaty兩毛」停車站

■急行、■區間急行（和戶側自此站起各站停車）
春日部（TS 27）－東武動物公園（TS 30） －和戶（TI 01）
■準急、■區間準急、■普通
姬宮（TS 29）－東武動物公園（TS 30）－和戶（TI 01）
 日光線
- ■特急「Revaty華嚴」部分班次停車站（僅下行）

■急行、■區間急行（杉戶高野台側自此站起各站停車）
春日部（東武晴空塔線）－東武動物公園（TS 30）－杉戶高野台（TN 01）
■準急、■區間準急、■普通
姬宮（東武晴空塔線）－東武動物公園（TS 30）－杉戶高野台（TN 01）

## 外部連結
- 東武動物公園（車站資訊） - 東武鐵道